# いわせ悠久の里
いわせ悠久の里（いわせゆうきゅうのさと）は福島県須賀川市畑田にある公営の複合施設である。温泉のほか温水プールや多目的グラウンドなどで構成されており、年間約6万人が訪れる。

## 概要
- 2000年に岩瀬村の公営施設として開業。
- 2014年12月25日には悠久の里敷地内に全天候型グラウンド「いわせ多目的グラウンド（愛称名：いわせ悠友スタジアム）」が使用開始された[2][3]。

## 主な施設
- いわせ悠久の里
- いわせ運動広場
- いわせグリーン球場
- いわせ地域トレーニングセンター
- いわせ多目的グラウンド
- いわせ悠久里温水プール

## 温泉
泉質
ナトリウム塩化温泉
一般的適応症
疲労回復、健康増進、神経痛、関節痛、慢性消化器症、冷え症等
泉質別適応症
慢性皮膚症、動脈硬化症、きりきず、やけど等

## アクセス
東北自動車道須賀川インターチェンジから車で15分。